# Regne de Viken

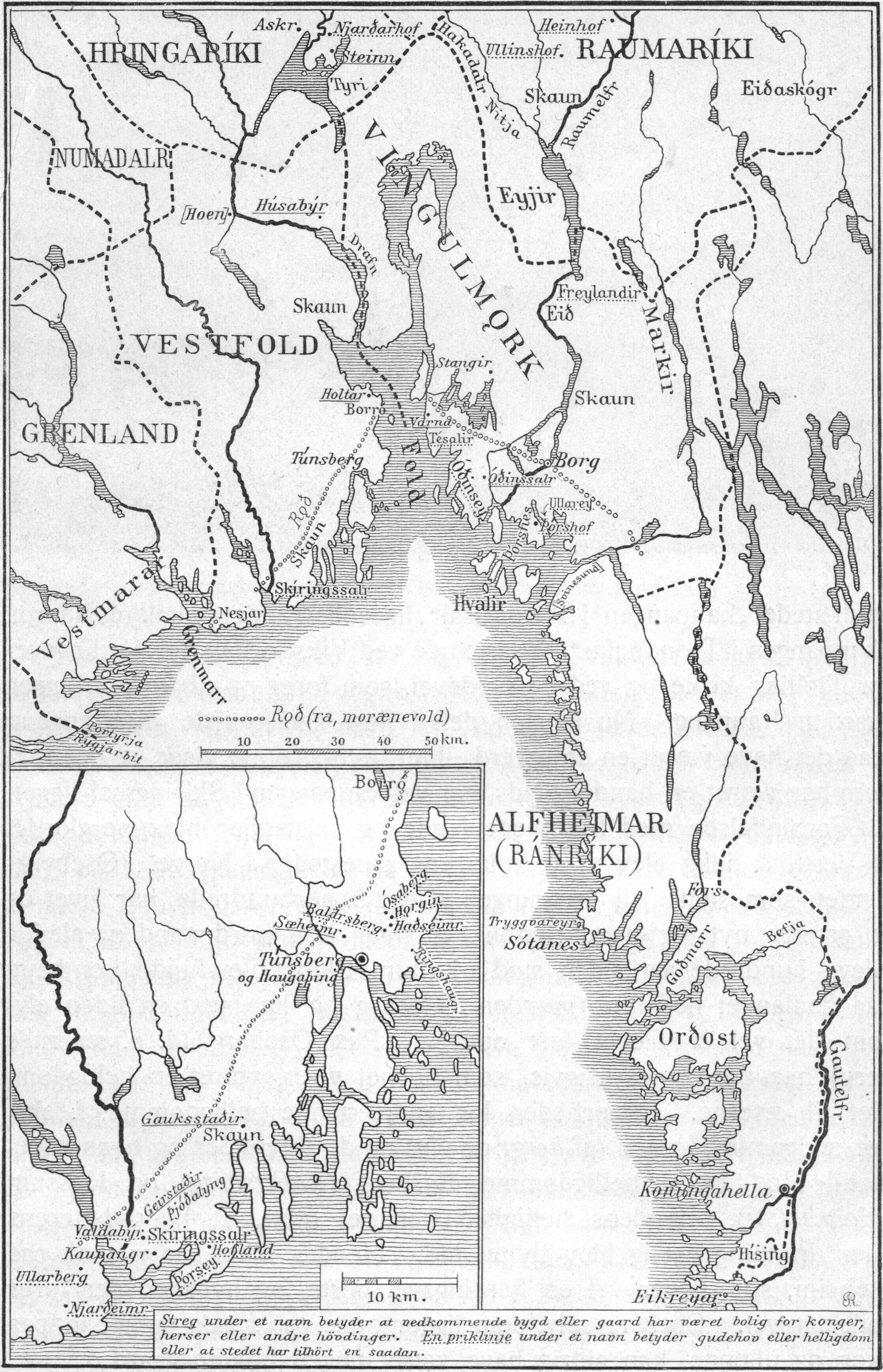
Mapa de Viken en l'edat mitjana (1910)

El Regne de Viken és el nom d'una zona històrica al sud-est del país, antic Regne de Noruega, Dinamarca i Suècia al llarg de la seua història, que comprenia l'àrea del fiord d'Oslo i Skagerrak, l'estret entre Noruega, la costa sud-oest de Suècia i la península danesa de Jutlàndia.

## Etimologia
Viken deriva possiblement de la paraula vik en nòrdic antic, que significa 'badia petita', 'cala' o 'entrada'.
Algunes teories han vinculat la paraula viking com a variant d'aquell lloc, amb el significat duna persona de Viken'. Segons l'argument, un viking simplement descriuria una persona que procedeix de Viken, i només durant els darrers segles s'identificaria amb els escandinaus de l'edat mitjana en general.

## Història
Hi ha un punt de desacord entre els historiadors moderns sobre les fronteres de Viken en l'era vikinga, però se sol acceptar que incloïa les províncies històriques de Vestfold, Østfold, Ranrike, Vingulmark, Grenland i Båhuslen.
Històricament els reis danesos dominaren el territori. El poder noruec sobre Viken arriba amb Olaf II de Noruega, a causa d'un afebliment de la monarquia danesa. Olaf es declara rei de Noruega al 1015 i consolida el domini de la nació en batalla, sobretot després de la batalla de Nesjar al 1016. El rei Olaf funda la ciutat de Sarpsborg a Viken al 1016.